# Saillagouse
Saillagouse (în catalană Sallagosa) este o comună în departamentul Pyrénées-Orientales din sudul Franței. În 2009 avea o populație de 1.026 de locuitori.

## Evoluția populației
| An        | 1975 | 1982 | 1990 | 1999 | 2006 | 2009  |
| --------- | ---- | ---- | ---- | ---- | ---- | ----- |
| Populație | 767  | 763  | 825  | 820  | 984  | 1.026 |